# Brotherhood of Blood
Brotherhood of Blood – horror produkcji amerykańskiej z 2007 roku. Reżyserami filmu byli Peter Scheerer oraz Michael Roesch. W rolach głównych wzięli udział m.in. tacy aktorzy jak Victoria Pratt, Sid Haig oraz Ken Foree.
Premiera filmu miała miejsce w 2007 roku na prestiżowym festiwalu w Sitges.
Wydaniem na rynek amerykański zajęła się firma Ghosthouse Underground. 14 października roku 2008 wydano film na DVD czym zajęła się firma Lionsgate.

## Fabuła
Film opowiada klaustrofobiczną historię grupy łowców wampirów którzy infiltrują gniazdo nieumarłych w celu odnalezienia jednego z członków ekipy.

## Obsada
- Victoria Pratt – jako Carrie Rieger
- Sid Haig – jako Pashek
- Ken Foree – jako Stanis
- Jason Connery – jako Keaton
- William Snow – jako Thomas
- Wes Ramsey – jako Fork
- Jeremy Kissner – jako Derek
- Rachel Grant – jako Jill
- Marc Ian Sklar – jako Torreck